# Robert d’Heilly
Robert Marie Joseph Émile Henri Eugène d’Heilly (* 17. Juni 1876 in Paris; † 31. Oktober 1953 in Asnières-sur-Seine) war ein französischer Ruderer.

## Biografie
Robert d’Heilly belegte bei den Olympischen Sommerspielen 1900 in Paris den vierten Platz in der Einer-Regatta.
1901 wurde er Französischer Meister sowie Europameister im Doppelzweier. Im Folgejahr gewann er EM-Silber, ehe er 1903 Europameister im Einer wurde und Bronze im Doppelzweier gewann.